# Großohrblattnasen
Die Großohrblattnasen (Macrotus) sind eine Fledermausgattung aus der Unterfamilie der Lanzennasen (Phyllostominae). Die Gattung teilt sich in zwei Arten.
Der wissenschaftliche Gattungsname ist aus den altgriechischen Worten macros (groß) und otos (Ohr) zusammengesetzt.

## Beschreibung
Das Fell der Großohrblattnasen ist an der Oberseite graubraun gefärbt, die Unterseite ist heller. Charakteristisch im Körperbau sind die kurzen, breiten Flügel und der lange Schwanz, dessen Spitze aus dem Uropatagium (der Flughaut zwischen den Beinen) hinausragt. Die namensgebenden großen Ohren sind an der Oberseite zusammengewachsen und mit Querrillen versehen, das Nasenblatt ist aufgerichtet und erinnert an eine Pfeilspitze. Großohrfledermäuse erreichen eine Kopfrumpflänge von 50 bis 70 Millimeter, der Schwanz wird 35 bis 41 Millimeter lang, und das Gewicht der Tiere beträgt 12 bis 20 Gramm.

## Verbreitung und Lebensweise
Großohrblattnasen gehören zu den am weitesten nördlich verbreiteten Vertretern der Blattnasen. Ihr Verbreitungsgebiet umfasst den Südwesten der USA, Mexiko, die Großen Antillen und die Bahamas. Als Lebensraum bevorzugen sie vorrangig trockene Gebiete, kommen auf den Antillen aber auch in Regenwäldern vor.
Wie die meisten Fledermäuse sind diese Tiere nachtaktiv. Tagsüber schlafen sie in Gruppen von oft mehreren hundert Tieren in Höhlen, Minen oder Gebäuden, um in der Nacht auf Nahrungssuche gehen zu können. Ihre Nahrung besteht vorrangig aus Insekten, daneben nehmen sie auch Kakteenfrüchte zu sich.
Die Paarung findet im Herbst statt, das Wachstum des Embryos geschieht jedoch verzögert, sodass die meisten Jungtiere von Mai bis Juli zur Welt kommen. Meist kommt ein einzelnes Jungtier zur Welt, das nach rund einem Monat entwöhnt wird. Die Lebenserwartung kann rund zehn Jahre betragen.

## Die Arten
- Waterhouse-Großohrblattnase (Macrotus waterhousii) lebt in Mexiko, auf den Großen Antillen (Kuba, Jamaika, Hispaniola), den Kaimaninseln sowie den Bahamas.
- Kalifornische Großohrblattnase (Macrotus californicus) ist in den südwestlichen USA sowie dem nordwestlichen Mexiko beheimatet. Die IUCN listet die Art als gefährdet.

## Belege
1. ↑  S. Anderson: Macrotus waterhousii. (PDF) In: Mammalian Species #1. American Society of Mammalogists, 29. Dezember 1969, S. 1–4, abgerufen am 18. September 2023 (englisch, doi:10.2307/3503913).